# Acanthocreagris nemoralis
Acanthocreagris nemoralis är en spindeldjursart som beskrevs av Giulio Gardini 1998. Acanthocreagris nemoralis ingår i släktet Acanthocreagris och familjen helplåtklokrypare. Inga underarter finns listade i Catalogue of Life.